# 梅山镇 (大田县)
梅山镇，原为梅山乡，是中国福建省三明市大田县下辖的一个乡。2018年撤乡设镇。区划代码改为350425111。

## 行政区划
梅山镇共辖22个行政村，分别是：
新楼村、梅山村、郭井村、秀岭村、沈岭村、沈口村、雄峰村、盖竹村、卓坑里村、德州村、沧州村、璞溪村、西书村、西坑村、龙口村、岭后村、金阳村、高泉村、长坑村、长津村、香坪村和黎坑村。